# Гожовське воєводство
Го́жовське воєво́дство (пол. Województwo gorzowskie) — колишнє воєводство на заході Польщі, що існувало з 1975-го по 1998 рік. Займало площу 8,5 тисяч км². Адміністративним центром було місто Гожув-Великопольський.
1 січня 1999 року за новим адміністративно-територіальним поділом увійшло частково до складу Любуського і частково Великопольського воєводств.

## Воєводи
- 1975–1988: Станіслав Новак
- 1988–1991: Кшиштоф Заремба
- 1991–1992: Вацлав Невяровський
- 1992–1995: Збігнєв Пуш
- 1995–1997: Збігнєв Фалінський
- 1998–1998: Єжи Остроух

## Районні адміністрації
- Районна адміністрація у Хощно для гмін: Бежвник, Хощно, Добегнев, Дравно, Кшенцин, Пелчице та Реч
- Районна адміністрація у Гожуві-Велькопольському для гмін: Богданець, Дещно, Дрезденко, Клодава, Кшешице, Любішин, Санток, Старе Курово, Стшельце-Краєнське, Вітниця, Звежин та міст Гожув-Велькопольський і Костшин
- Районна адміністрація в Мендзихуді для гмін Медзіхово, Медзихуд, Пшиточна та Пщев
- Районна адміністрація в Мендзижечі для гмін Бледзев, Любневіце, Мендзижеч, Сквежина, Суленцин та Тшцель
- Районна адміністрація у Мислібужі для гмін Барлінек, Болешковіце, Дембно, Мислібуж та Новогрудек-Поморський
- Районна адміністрація в Слубицях для гмін Гужиця, Осьно-Любуське, Жепін, Слонськ та Слубіце.

## Міста
Чисельність населення на 31 грудня 1998:
| - Гожув-Велькопольський – 126 019 - Мендзижеч – 20 155 - Слубіце – 17 637 - Костшин – 17 300 - Хощно – 16 053 - Барлінек – 15 134 - Дембно – 14 405 - Мислібуж – 12 676 - Мендзихуд – 11 224 - Дрезденко – 10 600 - Сквежина – 10 477 | - Стшельце-Краєнське – 10 299 - Суленцин – 10 071 - Вітниця – 6800 - Жепін – 6500 - Осьно-Любуське – 3750 - Добегнев – 3200 - Реч – 3000 - Пелчице – 2700 - Дравно – 2400 - Тшцель – 2300 - Любневіце – 2000 |

## Населення
- 1975 — 434 100
- 1980 — 455 400
- 1985 — 482 200
- 1990 — 500 700
- 1995 — 510 700
- 1998 — 514 300